# Erzbistum Panama
Das Erzbistum Panama (lateinisch Archidioecesis Panamensis, spanisch Arquidiócesis de Panamá) ist eine römisch-katholische Diözese mit Sitz in Panama-Stadt in Panama. Es umfasst die Provinz Panamá.

## Geschichte
Papst Leo X. gründete am 28. August 1513 das Bistum Santa María de La Antigua del Darién und unterstellte es dem Erzbistum Sevilla als Suffraganbistum. Am 7. Dezember 1520, ein Jahr nach der Gründung der Stadt Panama, erhielt es seinen heutigen Namen.
Das Bistum wurde am 24. April und 3. November 1534 geteilt und trat größere Gebiete seines Territoriums an die neuerrichteten Bistümer Cartagena und León en Nicaragua ab.
Am 12. Februar 1546 wurde das Bistum ein Teil der Kirchenprovinz des Erzbistums Lima. Am 22. August desselben Jahres wurde ein weiteres Territorium abgetrennt und der Neuerrichtung des Bistums Popayán zugeordnet.
Francisco Javier de Luna y Victoria Castro war der erste Bischof von Panama, der im Jahr 1751 die Grundsteinlegung für den Bau einer Kathedrale veranlasste.
Am 22. April 1836 überließ das Erzbistum Sevilla das Suffraganbistum an das Erzbistum Bogotá. Seit 1901 wurde das Bistum Panama Teil der Kirchenprovinz des Erzbistums Cartagena.
Am 29. November 1925 verlor das Bistum erneut Gebiete, diesmal an das neuerrichtete Apostolische Vikariat Darién, und wurde gleichzeitig zum Erzbistum erhoben, das von nun an direkt dem Heiligen Stuhl unterstellt wurde. Papst Pius XII. verfügte mit der Bulle Etsi cotidie am 6. März 1955 die Abtretung weiterer Gebietsanteile zur Gründung des Bistums David. Gleichzeitig wurde das Erzbistum Metropolitansitz. Weitere Gebiete gab das Erzbistum zur Gründung der Bistümer Chitré am 21. Juli 1962, Santiago de Veraguas am 13. Juli 1963 und Penonomé am 18. Dezember 1993 ab.
Vom 22. bis 27. Januar 2019 fand in Panama-Stadt der XXXIV. Weltjugendtag statt, zu dem auch Papst Franziskus das Land besuchte.

## Weblinks

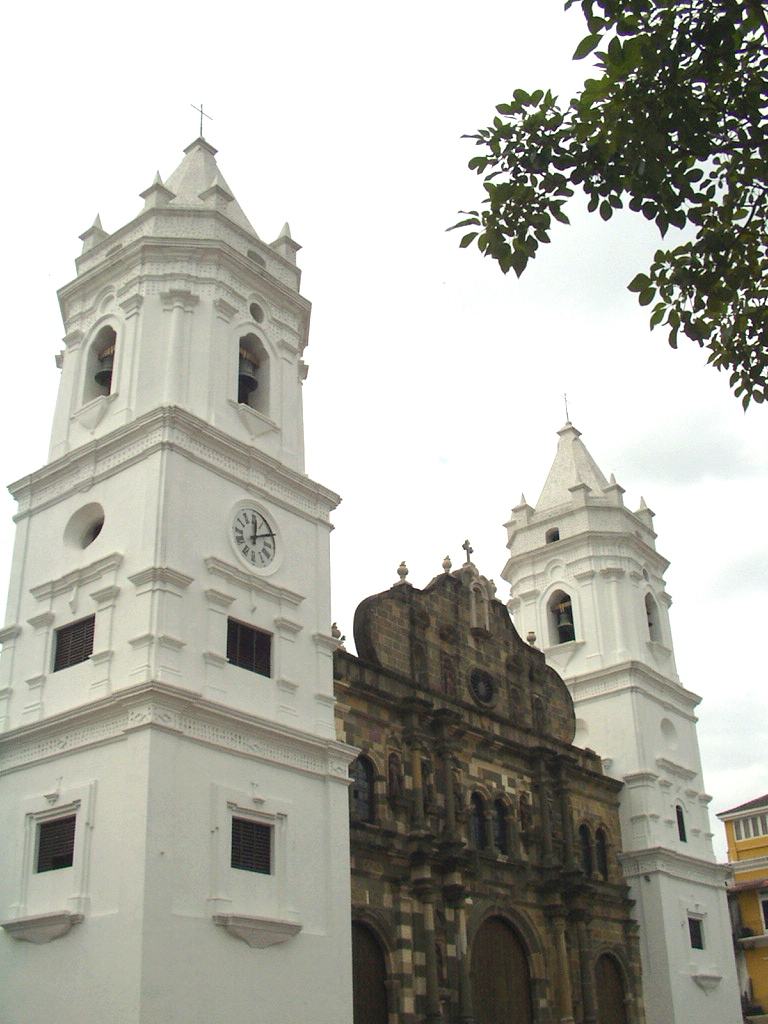
Panama-Stadt: Kathedrale Nuestra Señora de la Asunción